# Ammel Rodrigo Mendoza (Actor)
Ammel Rodrigo Mendoza (Ocotlán, 20 de septiembre de 1985) es un actor, artista y pintor mexicano, conocido por sus apariciones en cine y televisión como Apocalypto (2006) de Mel Gibson, Así del precipicio (2006), Casi divas (2008), Enemigo íntimo (2018) y La bandida (2019).

## Biografía
Nació en Ocotlán, Jalisco. Estudió actuación en el Centro Universitario de Teatro (CUT) de la Universidad Nacional Autónoma de México, así como Comunicación en la Universidad Intercontinental. 
Su primer trabajo en cine llega con la cinta de 2006, Así del precipicio en un pequeño papel, sin embargo, ese mismo año llegaría a su vida el casting de Apocalypto, que en ese momento buscaban actores en la Ciudad de México a través de la directora de casting, Carla Hool. Mendoza interpretó a Buzzard Hook (Gancho de Buitre), uno de los vasallos del líder de los Halcones, un pelotón de guerreros mayas conquistadores.
Continuó su carrera apareciendo en otros proyectos de cine y televisión en México como 13 miedos de 2007, La unión (2008), Casi divas (2008), El encanto del águila (2011) y El Más Buscado (2014), entre otros. También se desempeña como pintor y dibujante, mostrando los trabajos en sus redes sociales.